# Heckler & Koch AG36
De Heckler & Koch AG36 ( Anbau Granatwerfer) is een granaatwerper die ontwikkeld is door Heckler & Koch voor de Bundeswehr, het Duitse leger als underslung voor het Heckler & Koch G36 Sturmgewehr.
De AG36 kan op verschillende aanvalsgeweren worden gemonteerd, waaronder de Duitse Heckler & Koch G36-serie, de Britse Enfield L85-serie en de Amerikaanse Colt M16-serie.

## Varianten
Er zijn verschillende varianten ontwikkeld, zoals de AG-C / EGLM ( Enhanced Grenade Launching Module) die als L17A1 in het Britse leger gebruikt wordt, en als M320 bij het Amerikaanse leger de verouderde M203-serie vervangt. De AG-NL is een versie die ontwikkeld is voor het infanteriegeweer Diemaco C7 en de karabijn Diemaco C8 die bij het Nederlandse leger in gebruik zijn. De L123A2 is een aangepaste versie bestemd voor de Enfield L85A2 ‘bullpup’ aanvalsgeweren van het Britse leger.

## AG36 (SAM)
Voor de AG36 is een Stand Alone Module (SAM) leverbaar, waardoor het wapen zonder geweer gebruikt kan worden. De AG36 SAM bestaat uit een speciale kolf (schoudersteun), die aan de AG36 bevestigd wordt en vergrendeld wordt met behulp van een borgpen. De kolf weegt ongeveer 1,1 kg.

## Munitie
Met de AG36 worden 40mm “low-velocity” granaten verschoten. Er zijn diverse types voor de AG36 waaronder HE-munitie, schokmunitie, CS-gas (traangas)patronen en rookgranaten.

## Nederland
In juli 2001 werden door de Koninklijke Landmacht bij Heckler & Koch GmbH 1000 granaatwerpers HK AG-NL 40  mm besteld, bestemd voor montage onder het standaard infanteriegeweer Diemaco C7 en de karabijn Diemaco C8. Eind 2003 waren alle wapens geleverd.
De granaatwerper kan ook gemonteerd worden op de opvolgers van de Diemaco: de Colt C7/C8 en de Heckler & Koch HK416 (5,56mm) en HK417 (7,62mm) die daarvoor uitgerust zijn met en zogenoemde ‘quad rail’.

## Gebruikers
- Duitsland
- Spanje
- Frankrijk
- Verenigd Koninkrijk
- Kosovo
- Litouwen
- Letland
- Montenegro
- Maleisië
- Nederland
- Portugal
- Turkije